# Jean de Révol
Jean de Révol  (mort le 30 septembre 1367), est un ecclésiastique qui fut évêque d'Orange de 1349 à 1367.

## Biographie
Jean de Révol est un frère prêcheur d'origine dauphinoise nommé par le pape Clément VI, faute d'accord entre les membres du chapitre de chanoines dans le délai de trois mois prescrit. Il est consacré par l'archevêque de Lyon, Henri II de Villars le 22 mars 1349 et la même année il signe comme témoin, le 16 juillet l'acte de cession du Dauphiné en faveur de Charles petit fils de Philippe VI de Valois